# Destination Calabria
Destination Calabria is een nummer van de Italiaanse dj Alex Gaudino uit 2007, ingezongen door de Amerikaanse zangeres Crystal Waters. Het is de eerste single van Gaudino's debuutalbum Destination.
Het nummer is een mash-up van twee nummers uit 2003. Het bevat de vocals van het nummer "Destination Unknown" van Alex Gaudino en Crystal Waters, op de melodie van "Calabria" van Rune RK. "Destination Calabria" werd een enorme zomerhit in Europa. Het haalde de 12e positie in Gaudino's thuisland Italië. In de Nederlandse Top 40 haalde het de 16e positie, en in de Vlaamse Ultratop 50 de 2e.